# Candy Pop
Candy Pop(캔디 팝, キャンディポップ 캰디 폿푸[*])는 대한민국의 걸 그룹 트와이스의 두 번째 싱글이다. 2018년 2월 7일에 워너 뮤직 재팬에서 발매됐다.

## 발매 배경
2017년 12월 22일, 워너 뮤직 재팬에서 이번 싱글의 발매에 대한 내용을 발표했다. 2018년 1월 12일, ‘Candy Pop’의 뮤직 비디오가 공개됐다. 같은 날에 ‘Candy Pop’의 음원이 음원 사이트에서 선공개가 됐다. 2018년 2월 2일, 라인 뮤직에서 선행 서비스를 시작했다.

## 프로모션
2018년 1월 19일 ~ 2월 1일, 단독 투어 ‘TWICE SHOWCASE LIVE TOUR 2018 "Candy Pop"’이 전국 6개 도시에서 개최됐다. ‘Candy Pop’, ‘BRAND NEW GIRL’의 무대를 처음으로 선보였다. 2018년 2월 2일, TV 아사히의 뮤직스테이션에 출연했으며 ‘Candy Pop’ 무대를 보였다.

## 수록 내용
CD
| #  | 제목                              | 작사                                | 작곡                                 | 편곡 | 재생 시간 |
| -- | --------------------------------- | ----------------------------------- | ------------------------------------ | ---- | --------- |
| 1. | 〈Candy Pop〉                     | 이우민 'collapsedone' 와키사카 마유 | 이우민 'collapsedone' 와키사카 마유  |      |           |
| 2. | 〈BRAND NEW GIRL〉                | Na.Zu.Na 코쿠보 유키                | Na.Zu.Na M.I 코쿠보 유키             |      |           |
| 3. | 〈Candy Pop〉 (Instrumental)      |                                     | Min Lee "collapsedone" 와키사카 마유 |      |           |
| 4. | 〈BRAND NEW GIRL〉 (Instrumental) |                                     | Na.Zu.Na M.I 코쿠보 유키             |      |           |

DVD
| #  | 제목                        | 재생 시간 |
| -- | --------------------------- | --------- |
| 1. | 〈Candy Pop〉 (뮤직 비디오) |           |
| 2. | 〈Candy Pop〉 (메이킹 필름) |           |

| #  | 제목                                   | 재생 시간 |
| -- | -------------------------------------- | --------- |
| 1. | 〈Candy Pop〉 (뮤직 비디오 Dance ver.) |           |
| 2. | 〈Jacket Shooting Making Movie〉       |           |

## 미디어에서의 사용
BRAND NEW GIRL
- LINE ‘클로바 프렌즈 쌍둥이 댄스 편’ CM 송

## 발매일
| 국가     | 날짜           | 포맷                    | 레이블         |
| 일본     | 2018년 2월 7일 | CD, CD+DVD, 디지털 음원 | 워너 뮤직 재팬 |
| 세계     | 2018년 2월 7일 | 디지털 음원             | 워너 뮤직 재팬 |
| 대한민국 | 2018년 2월 7일 | 디지털 음원             | 아이리버       |

## 차트

### 주간
| 차트 (2018)                          | 최고 순위 |
| ------------------------------------ | --------- |
| 대한민국 (가온 디지털 차트 (국외))   | 80        |
| 대한민국 (가온 다운로드 차트 (국외)) | 20        |
| 대한민국 (가온 BGM 차트 (국외))      | 84        |

### 내용주
1. ↑  Instrumental를 제외한 두 곡만 공개되어 있다.

### 참조주
1. 1 2  “TWICE ニューシングルの発売が2018年2月7日に決定！SHOWCASE LIVE TOURタイトルも正式発表！” [트와이스 새 싱글의 발매가 2018년 2월 7일로 결정! SHOWCASE LIVE TOUR 타이틀도 정식 발표!]. 《WARNER MUSIC JAPAN》 (일본어). 2017년 12월 22일. 2018년 2월 6일에 원본 문서에서 보존된 문서. 2018년 1월 30일에 확인함.
2. ↑  “TWICE「ラブライブ！」の京極尚彦監督で初のアニメーション化！ニューシングル「Candy Pop」ミュージック・ビデオを公開” [트와이스, ‘러브라이브!’의 쿄고쿠 타카히코 감독으로 첫 애니메이션화! 새 싱글 ‘Candy Pop’ 뮤직 비디오를 공개]. 《Kstyle》 (일본어). 2018년 1월 12일. 2018년 2월 6일에 확인함.
3. ↑  “TWICEのLINEスタンプがもらえる！本日より日本2ndシングル「Candy Pop」ダウンロード先行配信開始” [트와이스의 라인 스탬프를 받을 수 있다. 오늘부터 두 번째 싱글 ‘Candy Pop’ 다운로드 선행 서비스 시작]. 《Kstyle》 (일본어). 2018년 2월 2일. 2018년 2월 6일에 확인함.
4. ↑  “2018年もTWICE旋風、初のショーケースツアーで1ヵ月ぶりのNHKホール” [2018년도 트와이스 선풍, 첫 쇼케이스에서 1개월만의 NHK 홀]. 《BARKS》 (일본어). 2018년 1월 29일. 2018년 2월 6일에 확인함.
5. ↑  “TWICE、今年最初の「Mステ」出演が決定“2018年のスタートは日本から”” [트와이스, 올해 첫 ‘M스테’ 출연이 결정됨“ 2018년의 시작은 일본부터”]. 《Kstyle》 (일본어). 2018년 1월 27일. 2018년 2월 6일에 확인함.
6. 1 2  “Candy Pop（初回限定盤A）” [Candy Pop (초도 한정판 A)]. 《WARNER MUSIC JAPAN》 (일본어). 2018년 2월 6일에 원본 문서에서 보존된 문서. 2018년 1월 30일에 확인함.
7. 1 2  “Candy Pop（初回限定盤B）” [Candy Pop (초도 한정판 B)]. 《WARNER MUSIC JAPAN》 (일본어). 2018년 2월 6일에 원본 문서에서 보존된 문서. 2018년 1월 30일에 확인함.
8. ↑  “Candy Pop（通常盤）” [Candy Pop (일반판)]. 《WARNER MUSIC JAPAN》 (일본어). 2018년 2월 6일에 원본 문서에서 보존된 문서. 2018년 1월 30일에 확인함.
9. ↑  “Candy Pop（ONCE JAPAN限定盤）” [Candy Pop (원스 재팬 한정판)]. 《WARNER MUSIC JAPAN》 (일본어). 2018년 5월 19일에 원본 문서에서 보존된 문서. 2018년 1월 30일에 확인함.
10. ↑  “Candy Pop - EP” (일본어). 2018년 1월 30일에 확인함.
11. ↑  “Candy Pop”. 2018년 1월 30일에 확인함.
12. 1 2 3  “Candy Pop”. 《가온 차트》. 2018년 5월 18일에 확인함.